# Virginia Company
La Virginia Company est une compagnie coloniale anglaise à but lucratif fondée en 1606 par le roi d’Angleterre Jacques Ier pour coloniser la côte de l’Amérique du Nord. C'est l'une des premières compagnies européenne fondées au XVIIe siècle.

## Histoire

### Colonisation précédente
En 1584 Walter Raleigh établit la première colonie sur le sol de l’Amérique du Nord. Cette colonie, appelée Virginia, est établie dans les Outer Banks, sur le territoire actuel de la Caroline du Nord. Malheureusement, celle-ci ne survit que quelques années et sera par la suite surnommée The Lost Colony (la « colonie perdue »).
Cette tentative coûteuse aura pour effet de ralentir les volontés de l’Angleterre en vue de l’établissement de nouvelles colonies. Ce n’est que vingt ans plus tard que la décision sera prise de relancer la colonisation du Nouveau monde.

### La charte royale

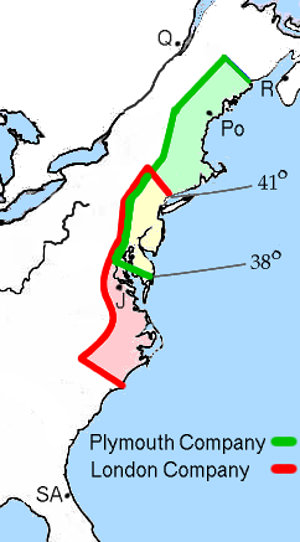
Répartition des territoires entre les deux compagnies coloniales. La zone jaune représente les terres où les deux peuvent s’implanter.

La Virginia Company est constituée par charte royale en fusionnant deux sociétés distinctes, la Virginia Company of London (ou London Company) et la Virginia Company of Plymouth (ou Plymouth Company) qui ont des objets identiques, mais occupent des territoires distincts (voir la carte).
Selon les termes de la charte, la London Company est autorisée à établir des colonies entre le 34e et le 41e parallèle. De son côté, la Plymouth Company dispose des mêmes autorisations, mais entre le 38e et le 45e parallèle. Dans la zone partagée, les deux compagnies peuvent s’établir, mais pas à moins de cent miles l’une de l’autre.
Toujours selon la charte, les deux compagnies sont autorisées à créer des autorités locales, mais le pouvoir législatif reste entre les mains du roi.
Le géographe Richard Hakluyt est nommé directeur de la compagnie en 1589.

### Établissement des premières colonies
En 1607, la London Company créée la première colonie nommée Jamestown (en l’honneur du roi) sur les rives du James River, dans l’État actuel de Virginie. De son côté, la Plymouth Company crée la colonie de Popham sur les rives du Kennebec, dans l’État actuel du Maine.
À partir de 1609, la Plymouth Company cesse ses activités et une nouvelle charte est donnée à sa rivale pour prendre possession de ses territoires.
Les premiers colons n’ont pas la vie facile. En plus de devoir s’installer et survivre dans un monde complètement nouveau, ils subissent de fortes pressions de la part de la compagnie qui recherche à faire des profits. Après avoir vainement cherché de l’or et des pierres précieuses dans les environs, ils doivent se lancer dans différentes industries et cultures, en particulier le tabac, le goudron et la bière. Cependant, ils ne peuvent passer suffisamment de temps, au goût de la compagnie, à ces tâches à but commercial.

### Déclin de la compagnie
Les années 1609 et 1610 sont très dures pour les colons dont la plupart vont décéder. Ces nouvelles désastreuses vont pousser la compagnie à la débâcle financière, une grande partie des personnes ayant souscrit des parts refusant de payer celles-ci et lançant des poursuites judiciaires contre la compagnie. De plus, celle-ci va devoir encore augmenter son déficit par l’envoi programmé de centaines de nouveaux colons. Dans un premier temps, les profits espérés de la vente des produits cultivés outre-atlantique ne répondent pas aux espérances financières.
Pour tenter de contrer cette mauvaise publicité, la Virginia Company va faire placarder des centaines d’affiches dans les rues de villes anglaises, publier des articles flatteurs dans les journaux, éditer des pamphlets (plus de 27 ouvrages en tout) et même demander aux prêtres d’inclure, dans leurs sermons, quelques phrases sur les mérites de la colonisation.

### La culture du tabac
Globalement, la compagnie va changer sa stratégie de « marketing ». Au lieu de promettre à ses investisseurs des retours financiers immédiats, elle va baser son discours sur l'expansion territoriale.

La compagnie décide à partir de 1616, rembourser les investisseurs non plus sous forme financière, mais en leur octroyant de vastes terrains dans le nouveau monde. 
L’année suivante, un nouveau système permet d’acheter des terres en payant le transport des colons qui passent quelque temps comme serviteurs sur les terres du propriétaire.
À cette époque, deux visions différentes s’affrontent dans la Virginia Company. D’un côté, ceux qui comme l'archevêque d'York depuis 1577 Edwin Sandys prônent un développement des colonies et un élargissement des territoires nationaux. De l’autre, les financiers représentés par Thomas Smythe, premier gouverneur, depuis 1603, de la Compagnie britannique des Indes orientales, n’y voient qu’un moyen de réaliser des profits.

### L'arrivée de rescapés noirs en 1619
C'est aussi le système de l'indenture que les colons adoptent lors de la première arrivée d'Africains sur le sol américain en 1619 près de Jamestown en Virginie,, qui se produit par le hasard d'avaries sur un navire corsaire hollandais, obligé d'accoster sur la terre la plus proche. La vingtaine de Noirs à bord n'étaient pas destinés à la Virginie, car les hollandais les avaient trouvés sur un navire négrier espagnol. 
Le corsaire néerlandais souffrant de sérieuses avaries, il passe un mois dans la colonie, et y débarque les esclaves, recevant de la nourriture et de l'aide pour des réparations. Les Virginiens leur appliquent alors le seul statut qu'ils connaissent, celui d'engagés « travailleurs sous contrat »: ils sont libérés après une période établie et se voient accorder la jouissance de quelques terres, comme ce fut le cas pour l'un d'eux Anthony Johnson,, qui deviendra même par la suite l'un des premiers propriétaires d'esclaves légaux aux États-Unis, en 1640.

### Le massacre de 1622
En 1621, la dette de la compagnie est de 9 000 livres. L'année suivante, les indiens Powhatans attaquent les colonies, tuant plus d’un quart des colons. 
Finalement, le roi modifie la charte qui fait de la Virginie une colonie royale, dirigée par un gouverneur. La Virginia Company est alors dissoute. Elle n’a pas rapporté un seul cent de bénéfice à ses actionnaires.